# الغزو الياباني لتايوان (1895)
الغزو الياباني لتايوان (مايو-أكتوبر 1895) (بالصينية: 乙未戰爭) (باليابانية: 台湾平定) هو نزاع بين الإمبراطورية اليابانية والقوات المسلحة لجمهورية فورموسا قصيرة العهد بعد تنازل سلالة تشينغ عن تايوان لليابان في أبريل 1895 في نهاية الحرب اليابانية الصينية الأولى. سعى اليابانيون للسيطرة على ملكيتهم الجديدة، بينما حاربت القوات الجمهورية لمقاومة الاحتلال الياباني. نزل اليابانيون بالقرب من كيلونغ على الساحل الشمالي لتايوان في 29 مايو 1895، واجتاحوا البلاد في حملة استمرت خمسة أشهر جنوبًا إلى تاينان. رغم تباطؤ تقدمهم بسبب نشاط حرب العصابات، هزم اليابانيون قوات جمهورية الفورموسا (مزيج من الوحدات الصينية العادية وميليشيات الهاكا المحلية) في كل الأماكن التي تحصنوا فيها. قضى انتصار اليابان في باغواشان في 27 أغسطس، وهي أكبر معركة حدثت على الإطلاق على الأراضي التايوانية، على المقاومة الفورموسية بهزيمة مبكرة. أنهى سقوط تاينان في 21 أكتوبر المقاومة المنظمة للاحتلال الياباني، ودشن خمسة عقود من الحكم الياباني في تايوان.

## الغزو

### حتلال اليابان لبيسكادوريس
في عام 1894 دخلت الصين واليابان في الحرب. في غضون بضعة أشهر قصيرة، هزم اليابانيون أسطول بيانغ الصيني، وهزموا الجيوش الصينية في منشوريا، واستولوا على مرفأ آرثر وويهايوي. رغم أن كل المعارك تقريبًا حدثت في شمال الصين، كان لليابان طموحات إقليمية مهمة في جنوب الصين. مع اقتراب الحرب من نهايتها، اتخذ اليابانيون خطوات لضمان تنازل الصين عن تايوان لصالحهم بموجب معاهدة السلام النهائية وتأمين وضع جيد عسكريًا لاحتلال الجزيرة. في مارس 1895، بدأت مفاوضات السلام بين اليابان والصين في مدينة شيمونوسيكي اليابانية. رغم تعليق الأعمال العدائية في شمال الصين خلال هذه المفاوضات، استُبعدت كل من تايوان وبيسكادوريس على وجه التحديد من نطاق الهدنة. كانت حيازة بيسكادوريس، الواقعة في منتصف الطريق بين البر الرئيسي للصين وتايوان، مفتاحًا لاحتلال تايوان بنجاح.
انتشرت شائعة على نطاق واسع في هذا الوقت مفادها أن السلطات الصينية، التي أدركت أنها عاجزة عن منع وقوع تايوان وبيسكادوريس في أيدي اليابانيين، عرضت التنازل عنها مؤقتًا لبريطانيا، على أساس إعادتها في في وقت لاحق. وفقًا لهذه الشائعات، ناقش مجلس الوزراء البريطاني الاقتراح الصيني، ورفض رئيس الوزراء البريطاني اللورد روزبيري ووزير الخارجية اللورد كيمبرلي حتى النظر فيه. على ما يبدو، فإن إحجام مجلس الوزراء البريطاني عن قبول هذ الهِبة المثيرة للشكوك لم يكن مبنيًا، كما قيل في بعض الأحيان، على الخوف من أن قبول تايوان سيثير تورط بريطانيا على الفور مع اليابان، بل على حساب أنه إذا أصبحت تايوان مستعمرة بريطانية، ولو مؤقتًا، سيتبع ذلك تقسيم للصين.
رغم وجود 15 كتيبة نظامية صينية لحماية بيسكادوريس (5000 رجل) ودفاع بطارية الدفاع الساحلي هسي تاي المكتملة مؤخرًا عن بيسكادوريس (التي بنيت في أواخر ثمانينيات القرن التاسع عشر ردًا على استيلاء الفرنسيين على بيسكادوريس خلال الحرب الصينية الفرنسية)، واجه اليابانيون مقاومة قليلة جدًا أثناء عملية الإنزال إذ أصيب المدافعون بالإحباط. استغرق الأمر من اليابانيين ثلاثة أيام فقط لتأمين الجزر. بعد قصف بحري للقلاع الصينية، توجهت القوات اليابانية إلى الشاطئ في جزيرة فيشر (سيو الحالية) وجزيرة بينغ هو في 24 مارس، وخاضت عدة معارك قصيرة مع القوات الصينية المدافعة، واستولت على بطارية هسي تاي الرئيسية واحتلت ماكونغ. في اليومين التاليين احتلت القوات اليابانية الجزر الرئيسية الأخرى لمجموعة بيسكادوريس. كانت خسائر القتال اليابانية ضئيلة، لكن تفشي الكوليرا بعد وقت قصير من سقوط الجزر قتل أكثر من 1500 رجل من قوات الاحتلال اليابانية. أعاد اليابانيون جنود حامية بيسكادوريس الصينية المهزومة، والذين استسلم معظمهم دون قتال، إلى البر الرئيسي للصين.

### التنازل عن تايوان لصالح اليابان وإعلان جمهورية فورموزا
كان للاحتلال الياباني لجبال بيسكادوريس أهمية إستراتيجية كبيرة، إذ منع الصين من تعزيز حامياتها في تايوان بشكل كبير. بعد أن أصبح من المستحيل تقريبًا على الصين أن تقاتل بنجاح من أجل تايوان، ضغط اليابانيون على مطالبهم بالجزيرة في مفاوضات السلام. حصل التوقيع على معاهدة شيمونوسيكي في 17 أبريل 1895، وتضمنت بندًا يطالب بالتنازل عن تايوان وبيسكادوريس. في 10 مايو، عُين الأدميرال كاباياما سوكينوري أول حاكم عام ياباني لتايوان.
عندما وصلت أخبار مضمون المعاهدة إلى تايوان، قرر عدد من الوجهاء من وسط تايوان بقيادة تشيو فنغ تشيا مقاومة انتقال تايوان إلى الحكم الياباني. في 23 مايو، أعلن هؤلاء الرجال إنشاء جمهورية فورموسا الحرة الديمقراطية في تايبيه. أعلِن تانغ جينغ سونغ، الحاكم العام لتايوان من سلالة تشينغ، أول رئيس للجمهورية، ودُعي صديقه القديم ليو يونغ فو، القائد المتقاعد لجيش العلم الأسود الذي أصبح بطلًا قوميًا في الصين لانتصاراته ضد الفرنسيين في الشمال، ليصبح القائد العام للجيش. عُين تشيو فينغ تشيا القائد الأعلى للميليشيا، وبصلاحية لتجهيز وحدات الميليشيا المحلية في جميع أنحاء الجزيرة لمقاومة اليابانيين. في البر الرئيسي الصيني، دعم تشانغ تشيه تونغ، الحاكم العام القوي ليانغكيانغ، ضمنيًا حركة المقاومة الفورموسية، وعين الجمهوريون أيضًا شين تشي تونغ، الدبلوماسي الصيني المطرود الذي فهم طرق التفكير الأوروبية، وزير خارجية الجمهورية. ستكون وظيفته الترويج للجمهورية في الخارج.
كان هناك دعم شعبي ضئيل أو معدوم في تايوان لإعلان الجمهورية، واعتبر العديد من المراقبين الغربيين تأسيسها بمثابة حيلة ساخرة من قبل مبتدعيها للتهرب من التزامات الصين بموجب معاهدة شيمونوسيكي. من خلال العمل تحت سلطة الجمهورية الجديدة، ستكون القوات الصينية قادرة على مقاومة اليابانيين في تايوان دون انتهاك شروط المعاهدة تقنيًا، وإذا نجحوا في ذلك، فقد تعود تايوان إلى الحكم الصيني في وقت ما في المستقبل. (في هذا الصدد، كان من المهم أن تعترف الجمهورية المستقلة اسميًا بسيادة الصين). لذلك كان هناك القليل من التعاطف في أوروبا مع الجمهورية، رغم بيانها الباريسي المتوافق مع أفكارهم.
لم يكن هناك أي دعم لحركة المقاومة الفورموسية في بكين، حيث كانت هناك جهود دبلوماسية كبيرة جارية لإقناع اليابان بالتخلي عن شبه جزيرة لياوتونغ. بموجب شروط معاهدة شيمونوسيكي، وافقت الصين على التنازل عن شبه الجزيرة لليابان، ولكن بمجرد أن أصبح مضمون المعاهدة معروفًا، كان هناك قلق في أوروبا من جشع اليابان. في مسار دبلوماسي عُرف باسم التدخل الثلاثي، مارست روسيا وفرنسا وألمانيا ضغوطًا على اليابان في أواخر أبريل 1895 لإعادة شبه الجزيرة إلى الصين. في 5 مايو، وافق اليابانيون على إعادة شبه جزيرة لياوتونغ إلى الصين مقابل زيادة التعويض، لكن الأمر استغرق حتى ديسمبر 1895 للتفاوض على التعديلات الضرورية للمعاهدة، وبينما كانت المفاوضات جارية، بقيت القوات اليابانية في مكانها. خلال هذه الفترة كان لدى الإمبراطورة الأرملة ومسؤوليها أسباب وجيهة لعدم الإساءة لليابان، وقد أصيبت محكمة تشينغ بالرعب عندما سمعت الأخبار في منتصف مايو بأن عدد من المسؤولين في تايوان يعتزمون مقاومة الاحتلال الياباني وأن هناك حديثًا عن الإعداد لاعتراف الجمهورية بسيادة سلالة تشينغ. قبل وقت قصير من إعلان جمهورية فورموسا، أمرت محكمة تشينغ لي تشينغ فانغ، ابن أخ وابن رجل الدولة الصيني الأكبر لي هونغ تشانغ بالتبني، بالمضي قدمًا إلى تايوان ونقل السيادة رسميًا على الجزيرة من الصين إلى اليابان. أرسلت أيضًا مرسومًا إمبراطوريًا إلى تايبيه في 20 مايو، يخول تانغ جينغ سونغ لأمر جميع المسؤولين المدنيين في تشينغ وجميع الضباط والجنود بمغادرة تايوان. أُمِر تانغ نفسه بالعودة إلى بكين.